# Aluf

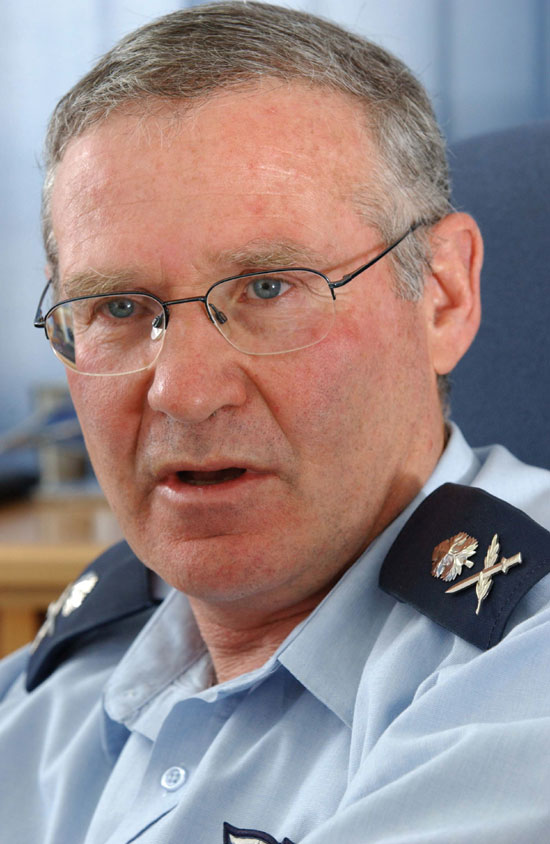
Aluf Amos Yadlin (Força Aérea Israelense); observe sua insígnia com espada cruzada e palma e folha.

Aluf (em hebraico:  אלוף, literalmente "Campeão" ou "Primeiro/líder de um grupo" em hebraico bíblico; em árabe: ألوف, translit. ‘Ālūf) é um posto militar sênior nas Forças de Defesa de Israel (FDI) para oficiais que em outros países teriam o posto de general, marechal do ar ou almirante. Além da classificação aluf, outras quatro classificações são derivadas da palavra, juntas, constituindo os cinco postos mais altos dos oficiais-generais das FDI.
Além de ser um posto militar, "Aluf" também é usado no contexto civil, principalmente no esporte, significando "campeão".

## Etimologia
O termo aluf vem da Bíblia (אַלּוּף allūp̄): os edomitas o usavam como um posto de nobreza, enquanto os livros posteriores do Tanakh também o usavam para descrever os capitães israelitas, por exemplo Zacarias 9:7, 12:5-6 e, posteriormente, por exemplo, Salmos 55:13, onde é usado como um termo geral para professor. Vem de uma raiz semítica que significa "mil", tornando um 'allūp̄ aquele que comanda mil pessoas. Strong, no entanto, conecta a palavra usada para descrever os duques de Edom, a uma raiz diferente - "alf" - denotando um professor e a raiz para o animal 'boi' do qual a própria letra Aleph é derivada, em vez de eleph (mil), no entanto, ambos compreendem as mesmas 3 letras.

## Ordem de classificação dealufe seus derivados
As Forças de Defesa de Israel (FDI) formam uma força integrada; os postos são os mesmos em todos os serviços.
- Rav aluf (em hebraico:  רב-אלוף, literalmente "arqui-campeão")
- Aluf (em hebraico:  אלוף, literalmente "campeão")
- Tat aluf (em hebraico:  תת-אלוף, "sub-campeão")
- Aluf mishne (em hebraico:  אלוף משנה, literalmente "campeão imediato")
- Sgan aluf (em hebraico:  סגן-אלוף, literalmente "vice-campeão")

| Grupo de classificação     | oficiais generais | oficiais generais | oficiais generais             | Oficiais de campo  | Oficiais de campo |
| -------------------------- | ----------------- | ----------------- | ----------------------------- | ------------------ | ----------------- |
| Forças de Defesa de Israel |                   |                   |                               |                    |                   |
| רב-אלוף Rav aluf           | אלוף Aluf         | תת-אלוף Tat aluf  | אלוף משנה Aluf mishne         | סגן-אלוף Sgan aluf |                   |
| Abreviação                 | רא״ל Ra'al        | אלוף Aluf         | תא״ל Ta'al                    | אל״ם Alam          | סא״ל Sa'al        |
| Equivalentes em português  | Tenente-general   | Major-general     | Brigadeiro/General-de-brigada | Coronel            | Tenente-coronel   |

Rav aluf é geralmente traduzido como "tenente-general", embora seja o posto mais alto da FDI. A classificação é dada apenas ao Chefe do Estado-Maior, então só pode haver um rav aluf ativo em circunstâncias normais. No entanto, isso pode mudar em tempos de guerra. Durante a Guerra do Yom Kippur em 1973, o Rav Aluf reformado Haim Bar-Lev foi reconvocado ao serviço, substituindo Shmuel Gonen como comandante do teatro sul. Assim, junto com o chefe do estado-maior David Elazar (que havia sucedido Bar-Lev naquele cargo no ano anterior), havia dois rav alufs no serviço ativo.
Israel é essencialmente uma potência terrestre e aérea, com a marinha recebendo menos de cinco por cento do orçamento militar. As três forças têm as mesmas patentes, embora postos navais separados tenham sido usados por um curto período na década de 1950; um oficial que seria general, marechal do ar ou almirante em outro lugar é um aluf em qualquer uma das forças israelenses.

A palavra não-hebraica "general" também foi adotada em hebraico (em hebraico: גנרל), e é usado para se referir aos generais de exércitos estrangeiros. Também pode ser usado coloquialmente em referência a um alto oficial israelense, em um sentido depreciativo, implicando que o oficial em questão é excessivamente oficioso, incompetente ou envolvido em lutas de poder destrutivas com outros oficiais, às vezes referido como a "guerra do generais" (em hebraico: מלחמת הגנרלים), à negligência dos devidos deveres militares. Por exemplo, o ex-presidente do Partido Trabalhista de Israel, Amir Peretz, criticou em um discurso dois outros membros do partido que ocupavam o cargo de aluf (reformados): o ex-vice-chefe do Estado-Maior, Aluf Matan Vilnai e o ex-comandante da Marinha de Israel, Aluf Ami Ayalon, referindo-se a eles (e outros ex-oficiais superiores das FDI) como "os generais e almirantes":
"Olho ao meu redor, e ouço as vozes, olho e não acredito. Sempre que um partido não ganha o status de partido governante, o cargo mais respeitável é o do Ministério da Defesa. E ouço os generais e os almirantes dizerem: 'Por que o Ministério da Defesa?' Eu ouço as vozes e estou feliz comigo mesmo, porque isso significa que conseguimos mudar a agenda no Estado de Israel. A revolução é que um general social não está mais excluído de ser ministro da Defesa, e nossos generais anseiam por lidar com questões sociais."— Amir Peretz, ex-ministro da Defesa.